# HMS Calliope (1884)
HMS Calliope byla korveta třídy Calypso (později klasifikována jako křižník třetí třídy) Královského námořnictva, která sloužila od roku 1887 až do roku 1951. Příkladem přechodného charakteru pozdně viktoriánského námořnictva, Calliope byla plachtová korveta – poslední loď postavená pro Královské námořnictvo – ale doplněna na plnou plachtovou plošinu s výkonným motorem. Ocel byla použita na trupu, a jako starší železo-ocelové korvety, Calliope byla obložena dřevem a pobita mědí pod čarou ponoru, stejným způsobem jako dřevěné lodě.

## Konstrukce
Calliope a sesterská loď Calypso tvořily třídu Calypso. Korvety navrhl Nathaniel Barnaby. Byly součástí dlouhé řady křižníkových tříd postavených k ochraně obchodních cest a koloniální policejní práci. Byly posledními dvěma plachetními korvetami postavenými pro Královské námořnictvo. Oproti lodím třídy Volage z roku 1867 postaveným z železa byly lodě třídy Calypso a předchozí třídy Comus místo toho postaveny z oceli. Korvety byly navrženy pro operace na obrovské vzdálenosti skrze Britskou námořní říši a nemohly tak spoléhat na suché doky pro údržbu. Jelikož železné a ocelové trupy byly předmětem biologického znečištění a nemohly být snadno čištěny, byla použita měděná obšívka.

## Služba
Calliope se proslavila, když jako jediná přežila tropický cyklón, který v roce 1889 zasáhl Apiu a Samou. Po odchodu z aktivní služby sloužila Calliope jako výcviková loď až do roku 1951, kdy byla prodána na sešrotování.